# Conselho Científico Internacional
O Conselho Científico Internacional (CCI; em inglês, International Science Council, ISC) é uma organização não governamental internacional que reúne organismos científicos em vários níveis nas ciências sociais e naturais. O CCI foi formado com a sua assembleia geral inaugural em 4 de julho de 2018 pela fusão do antigo Conselho Internacional de Ciência e do Conselho Internacional de Ciências Sociais, tornando-o uma das maiores organizações do tipo.
O matemático Daya Reddy serviu (2018–2021) como presidente inaugural do CCI. O pediatra, cientista biomédico e especialista em política científica Peter Gluckman foi eleito presidente em outubro de 2021. Outros dirigentes inaugurais do CCI eleitos para o mandato de 2018–2021 foram Elisa Reis (vice-presidente), Jinghai Li (vice-presidente), Renée van Kessel (tesoureira), e Alik Ismail-Zadeh (secretário). Até fevereiro de 2022, Heide Hackmann atuou como CEO do Conselho. Em 2023, Salvatore Aricò foi eleito diretor-executivo.